# Димитрас, Яннис
Яннис Димитрас (греч. Γιάννης Δημητράς) — греческий певец и композитор, представитель Греции на конкурсе песни Евровидение 1981.
Начал музыкальную карьеру с середины 70-х годов. В 1978 году выпустил дебютный альбом.
В 1981 году принял участие на конкурсе песни «Евровидение» с песней собственного сочинения «Φεγγάρι καλοκαιρινό»; финишировал восьмым, набрав 55 баллов.

## Избранная дискография
- Ερανα (1978)
- Φεγγάρι καλοκαιρινό (1981)
- Κάποιες νύχτες (2007)